# Вале Санта Марија (Бергамо)
Вале Санта Марија је насеље у Италији у округу Бергамо, региону Ломбардија.
Према процени из 2011. у насељу је живело 51 становника. Насеље се налази на надморској висини од 867 м.